# 黑腹火雀
黑腹火雀（学名：Lagonosticta rara）是梅花雀科火雀属的一种，为非洲的常见物种。其全球活动范围有2,300,000平方千米。分布于贝宁、布基纳法索、喀麦隆、中非共和国、乍得、刚果民主共和国、科特迪瓦、加纳、几内亚、肯尼亚、利比里亚、尼日利亚、塞内加尔、塞拉利昂、苏丹、多哥和乌干达。该物种的保护状况被评为无危。